# Isopropil metilfosfonato de m-nitrofenilo
Isopropil metilfosfonato de m-nitrofenilo é um organofosforado de formula C10H14NO5P. É um precursor de baixa importância.